# MPEG-4 Parte 11
MPEG-4 Part 11 Scene description and application engine foi publicado como ISO/IEC 14496-11 em 2005. O MPEG-4 Parte 11 também é conhecido como BIFS, XMT, MPEG-J. Ele define:
- a representação codificada do posicionamento espaço-temporal de objetos audiovisuais, bem como seu comportamento em resposta à interação (descrição da cena);
- a representação codificada de objetos sintéticos bidimensionais (2D) ou tridimensionais (3D) que podem ser manifestados de forma audível ou visual;
- o formato Extensible MPEG-4 Textual (XMT) - uma representação textual do conteúdo multimídia descrito em MPEG-4 usando a Extensible Markup Language (XML);
- e uma descrição de nível de sistema de um mecanismo de aplicação (formato, entrega, ciclo de vida e comportamento de aplicações de código de bytes Java para download). (O MPEG-J Graphics Framework eXtensions (GFX) é definido no MPEG-4 Parte 21 - ISO/IEC 14496-21.[4])

Binary Format for Scenes (BIFS) é um formato binário para conteúdo audiovisual bidimensional ou tridimensional. Ele é baseado em VRML e na parte 11 do padrão MPEG-4.
BIFS é um protocolo de descrição de cena MPEG-4 para compor objetos MPEG-4, descrever interações com objetos MPEG-4 e animar objetos MPEG-4.
O formato binário MPEG-4 para cena (BIFS) é usado em transmissão multimídia digital (DMB).
A estrutura XMT acomoda porções substanciais de SMIL, W3C Scalable Vector Graphics (SVG) e X3D (o novo nome de VRML). Tal representação pode ser reproduzida diretamente por um player SMIL ou VRML, mas também pode ser binarizada para se tornar uma representação MPEG-4 nativa que pode ser reproduzida por um player MPEG-4. Outra ponte foi criada com BiM (formato MPEG binário para XML).